# فرانشيسكا بيكر
فرانشيسكا بيكر (بالألمانية: Franziska Becker)‏ (و. 1949  م) هي رسامة كارتون، ورسامة، ورسامة توضيحية، وكاتِبة ألمانية، ولدت في مانهايم.

## وصلات خارجية
- فرانشيسكا بيكر على موقع IMDb (الإنجليزية)
- فرانشيسكا بيكر على موقع مونزينجر (الألمانية)
- فرانشيسكا بيكر في قاعدة بيانات الأفلام على الإنترنت